# Rangel (khu tự quản)
Rangel là một khu tự quản thuộc bang Mérida, Venezuela. Thủ phủ của khu tự quản Rangel đóng tại Mucuchies. Khự tự quản Rangel có diện tích 517 km2, dân số theo điều tra dân số ngày 21 tháng 10 năm 2001 là 15206 người.